# Российский государственный социальный университет
Федеральное государственное бюджетное образовательное учреждение высшего образования «Росси́йский госуда́рственный социа́льный университе́т» (РГСУ) — высшее учебное заведение.
Российский государственный социальный университет (РГСУ) — ведущее учреждение в области социальных наук в России и странах СНГ.
Предшественниками РГСУ были Коммунистический университет имени Я. М. Свердлова (образован в 1919 году) и Высшая партийная школа при ЦК ВКП(б) (1939), на базе которых в 1990-е годы был создан Российский государственный социальный университет.
Сегодня в университете обучается около 20 000 студентов, в том числе иностранные из 65 стран мира.

## История
В 1978 году была создана Московская высшая партийная школа (МВПШ).
В 1990 году МВПШ преобразована в Институт общественно-политических проблем ЦК Коммунистической партии РСФСР.
Первые обращения в Правительство РСФСР с предложением создать центр подготовки специалистов для социальной сферы на имя Председателя Правительства РСФСР И. С. Силаева и его заместителя И. И. Гребёшевой поступили в феврале 1991 года. Тогда же началась работа над учебными планами и программами по курсам «социальная работа», «социальная психология», «социальная педагогика». Сложилась группа учёных, избравших социальные науки и социальное образование сферой своих профессиональных и гражданских интересов (Е. И. Холостова, В. И. Митрохин, И. А. Зимняя, В. Г. Бочарова и другие).
27 марта 1991 года институт переименован в Российский социально-политический институт ЦК КП РСФСР.
25 ноября 1991 года институт переименован в Российский государственный социальный институт (с 1 июля 1994 года — Московский государственный социальный университет), 1 июля 2004 года университет получил своё нынешнее название.

## Ректоры
- 1991—2012 гг. Жуков В. И. — академик Российской академии наук, заслуженный деятель науки Российской Федерации.
- 2012—2014 гг. Федякина Л. В. — доктор педагогических наук, член-корреспондент Российской академии образования.
- 2014—2014 гг. Солдатов А. А. — исполняющий обязанности, кандидат технических наук.
- 2014 — 30.07.2021 Починок Н. Б. — доктор экономических наук, доцент[5][6].
- 30.07.2021 — 21.12.2021 — Хамров А. А. (врио)
- с 21.12.2021 — Хазин А. Л. — академик РАХ.

## Структура РГСУ
В структуре РГСУ 8 филиалов, 2 из которых расположены в странах СНГ. В соответствии с лицензией в РГСУ по 27 специальностям среднего профессионального образования, 95 направлениям подготовки бакалавриата и специалитета, 41 направлению подготовки магистратуры, получают образование более 24 000 студентов из всех регионов России. В Москве обучается 12 359 студента.
Послевузовская подготовка, переподготовка и повышение квалификации осуществляется по 21 направлению. Университет имеет один диссертационный совет по защите кандидатских диссертаций; аспирантуру.

### Факультеты[8]
- Факультет экономики и управления (ул. Стромынка, д. 18)
- Колледж РГСУ (ул. Лосиноостровская, д. 40, стр. 2)
- Факультет политических и социальных технологий (ул. Вильгельма Пика, д. 4, стр. 8, ул. Лосиноостровская, д. 24, стр. 1)
- Факультет политических и социальных наук (ул. Вильгельма Пика, д. 4, стр. 8, ул. Лосиноостровская, д. 24, стр. 1)
- Медицинский факультет (ул. Стромынка, д.18, стр. 4)
- Стоматологический факультет (ул. Стромынка, д.18, стр. 4)
- Факультет юриспруденции и правового регулирования (ул. Стромынка, д. 18)
- Факультет комплексной безопасности и основ военной подготовки (ул. Вильгельма Пика, д. 4, стр. 2)
- Межфакультетские кафедры https://rgsu.net/about/faculty/mejfc/kafedry/

### Филиалы в городах
На июль 2024 года в структуре РГСУ функционируют 7 филиалов:
- Анапа
- Клин
- Минск
- Павловский Посад
- Ош
- Пятигорск
- Сочи

## Критика
В апреле 2020 года, по сообщениям СМИ, более 200 студентов РГСУ были отчислены с нарушениями со стороны вуза. Двое из отчисленных, Антон Очеретин и Данила Петров, были отчислены во время эпидемии коронавируса за выход из общежития, в котором проживали. В августе 2020 года Генпрокуратура РФ по результатам прокурорской проверки отменила приказ об отчислении Очеретина и Петрова и восстановила студентов.
В мае 2024 года студент из Северной Осетии Алан Мисиков поспорил на лекции с преподавателем Андреем Беликовым на тему сталинских репрессий, а точнее репрессий в отношении чеченского  и ингушских народов. Преподаватель в ответ на вопрос студента отрицал факт существования репрессий, после чего выгнал студента из аудитории и написал донос в деканат. Спустя некоторое время студента отчислили и выселили из общежития. Утром в общежитие пришли сотрудники военкомата с полицейскими и вручили повестку на том основании, что его отсрочка больше не действует.
Сотрудники университета утверждают, что причиной отчисления стали систематические прогулы и неуважительное отношение к преподавательскому составу, а также то, что студент не встал на учёт в военкомате.
«Информация ряда телеграм-каналов об отчислении за научные споры с преподавателем не соответствует действительности», — заявила проректор.
После инцидента бывший студент признался, что действительно не пришел в военкомат по повестке. Однако каких-то существенных проблем с успеваемостью у него не было, уверен Мисиков.